# 東太子宮駅
東太子宮駅（ひがしたいしきゅうえき）は、台湾台南市新営区にあった、台湾糖業鉄道布袋線の駅（廃駅）である。

## 駅構造
- 単式ホーム1面1線の地上駅（廃止時）。

## 駅周辺
- 塩転運台 - 塩を762mm軌間の列車から、1067mmの列車に積み換える施設。
- 南梓国民小学

## 歴史
- 1938年10月1日 - パルプ工場と結ぶ支線の開通と同時に、塩水港製糖 パルプ工場前駅（-こうじょうまえ）として開業。
- 第二次世界大戦後 - 台湾糖業接収、太子宮の東に位置するため東太子宮駅と改称。
- 1979年9月1日 - 旅客取扱廃止。

## 現況
- ホーム・レールが隣の塩転運台と共に保存され緑化された。駅舎が雑物に占拠された。2017年7月27日、前年からの駅舎修復事業が完了[1]。

## 画像

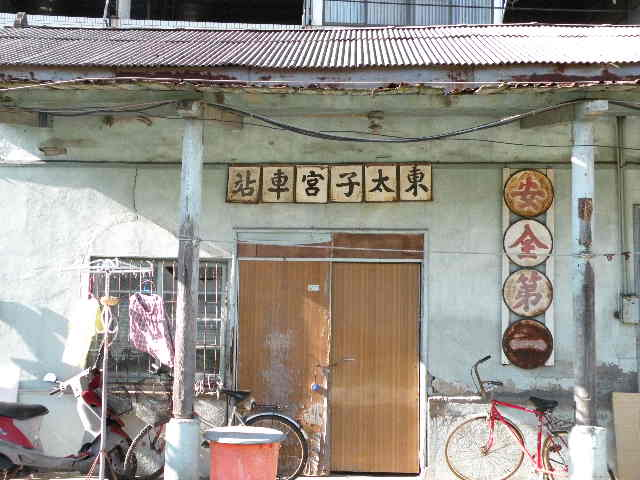
駅舎

## 隣の駅
台湾糖業鉄道
布袋線（廃止）
工作站前駅 - 東太子宮駅 - 太子宮駅
布袋線支線（廃止）
東太子宮駅 - 紙漿廠駅